# Noe Zárate
Noe Zárate Ojeda (ur. 11 maja 1973 w Guadalajarze) – były meksykański piłkarz występujący najczęściej na pozycji obrońcy.

## Kariera klubowa
Zárate urodził się w Guadalajarze i jest wychowankiem tamtejszego Chivas. W zespole tym zadebiutował 3 października 1992 w spotkaniu z Tigres UANL (1:3), a pierwszego gola strzelił 11 września 1994 przeciwko Cruz Azul (3:1). Po 8 udanych latach spędzonych w Chivas podpisał kontrakt z Atlante, w którym spędził rok. W latach 2002–2003 reprezentował barwy Tigres UANL. Profesjonalną karierę piłkarską zakończył w 2004 roku grając w Correcaminos UAT.

## Kariera reprezentacyjna
Noe Zárate, dzięki swoim dobrym występom w Chivas, znalazł uznanie w oczach selekcjonera Manuela Lapuente i został powołany do reprezentacji Meksyku na Puchar Konfederacji 1997. Na tej imprezie nie wystąpił jednak ani razu, a swoje jedyne spotkanie w kadrze narodowej rozegrał w roku 1998.